# Kamenolomni
Kamenolomni (in russo Каменоломни?) è un insediamento operaio della Russia europea meridionale nell'oblast' di Rostov; è il centro amministrativo del distretto Oktjabr'skij.
Si trova 60 km a nord-est di Rostov sul Don e circa 3 chilometri a sud del centro della grande città di Šachty.